# Samuel Dalembert
Samuel Davis Dalembert (* 10. Mai 1981 in Port-au-Prince, Haiti) ist ein ehemaliger kanadisch-haitianischer Basketballspieler, der von 2001 bis 2015 in der nordamerikanischen Profiliga NBA aktiv war. Der 2,11 Meter große Center war während seiner aktiven Zeit vor allem als guter Rebounder und Shotblocker bekannt.
Im Jahr 2010 wurde Dalembert mit dem J. Walter Kennedy Citizenship Award für vorbildliches soziales Engagement ausgezeichnet. Er erhielt den Preis für seinen humanitären Einsatz für die Opfer des Erdbebens in Haiti.

## Karriere

### Jugend und College
Dalembert wurde auf Haiti geboren und wuchs in Port-au-Prince auf. Im Alter von 14 Jahren zog seine Familie ins kanadische Montreal um. Dort begann er sich für den Basketballsport zu interessieren und fing selbst zu spielen an. Nach zwei Jahren an der Seton Hall University meldete er sich für den NBA-Draft 2001 an und wurde von den Philadelphia 76ers an 26. Stelle ausgewählt.

### NBA
Als Rookie in der Saison 2001/02 war der Center nur Bankspieler und kam auf lediglich 34 Spiele sowie 1,5 Punkte und 2,0 Rebounds in 5,2 Minuten pro Spiel. Eine Knieoperation zwang Dalembert dazu, die komplette Spielzeit 2002/03 auszusetzen. Die Saison 2004/05 verlief erfolgreicher, denn er absolvierte alle 82 Partien seines Teams und verbuchte dabei solide 8,0 Punkte, 7,6 Rebounds und 2,3 Blocks pro Partie.
In beiden folgenden Spielzeiten zeigte sich keine Verbesserung in Dalemberts Spiel und Kritikerstimmen wurden laut, die Dalembert als überbezahlt und faul bezeichneten und ihm eine professionelle Einstellung zum Basketballsport absprachen. Doch in der Saison 2006/07 startete Dalembert alle 82 Ligaspiele und erzielte persönliche Bestmarken in den Kategorien Punkteschnitt (10,7), Rebounds pro Spiel (8,9), Freiwurfquote (74,6 %), Feldwurfquote (54,1 %) und Minuten pro Partie (30,9). Auch in den Spielzeiten 2007/08 und 2008/09 startete er alle 82 Spiele. Im Schnitt erreichte er dabei 2007/08 10,5 Punkte und 10,4 Rebounds. 2008/09 bekam er etwas weniger Spielzeit und erreichte 6,4 Punkte und 8,5 Rebounds.
Zur Saison 2010/11 wurde er von den 76ers im Austausch gegen Spencer Hawes und Andrés Nocioni zu den Sacramento Kings transferiert. Er unterschrieb zur Spielzeit 2011/12 keinen neuen Vertrag bei den Kings und wurde somit Free Agent.
Kurz vor Beginn der Saison 2011/12 wurde Dalembert von den Houston Rockets verpflichtet. Nach nur einer Saison dort wurde er von Houston zu den Milwaukee Bucks abgegeben. Bei den Bucks konnte sich Dalembert jedoch auch nicht wie erhofft durchsetzen, da er immer wieder durch Verletzungen zu Pausen gezwungen wurde.
Zur Spielzeit 2013/14 wechselte Dalembert zu den Dallas Mavericks und bestritt dort in seiner einzigen Saison bei den Texanern 80 Spiele.
Nach einem Jahr in Dallas wurde Dalembert zur Saison 2014/15, mit drei weiteren Spielern und Draft-Picks, von den Mavericks zu den New York Knicks transferiert. Im Gegenzug wechselte unter anderem Center Tyson Chandler nach Dallas.
Ab Januar 2015 war Dalembert bis Juli desselben Jahres ohne Verein. Daraufhin kehrte er für kurze Zeit zu den Dallas Mavericks zurück, die jedoch drei Tage vor Saisonstart auf ihn verzichteten und seinen Vertrag auflösten.

### China
Im Dezember 2015 unterschrieb Dalembert einen Vertrag bei Shanxi Zhongyu in der chinesischen CBA, wo er bis zum Ende der Saison 2016/17 spielte. Zhongyu war seine letzte Station als Profibasketballer.

### Kanadische Nationalmannschaft
Samuel Dalembert beantragte 2007 eine kanadische Staatsbürgerschaft, um sich mit der Nationalmannschaft den Traum nach einer Olympiateilnahme zu erfüllen. Am 27. August 2007 wurde er schließlich kanadischer Staatsbürger und wurde kurz darauf in die Nationalmannschaft aufgenommen.
Im Juli 2008 wurde er jedoch aufgrund von disziplinärer Verfehlungen aus der Nationalmannschaft entlassen.

## Spielstil
Dalemberts Spiel lebte vor allem in seiner Anfangszeit von seiner guten Athletik. Zu seinen Stärken gehörten das Rebounding und das Blocken von Würfen, ermöglicht durch hervorragendes Timing, starke Sprungkraft, und eine Spannweite von über 2,30 Metern. Außerdem war Dalembert trotz seiner Größe schnell auf den Beinen und sehr beweglich. Als Schwächen galten seine limitierten offensiven Fähigkeiten und seine mangelnde Konstanz sowie zum Ende seiner Karriere hin auch immer häufiger seine mangelnde Disziplin.